# ヘリウム原子
ヘリウム原子（ヘリウムげんし）は、元素ヘリウムの原子である。ヘリウムは、強い力によって結び付いた2つの陽子と（同位体に応じて）1つまたは2つの中性子を含んでいる核へ電磁力によって束縛された2つの電子から構成される。水素についてとは異なり、ヘリウム原子についてのシュレディンガー方程式に対する閉形式解は見つかっていない。しかしながら、ハートリー–フォック法といった様々な近似をヘリウム原子の基底状態エネルギーと波動関数を推定するために使うことができる。
ハートリー–フォック法以外にも、原子系を解くために今日使われているより正確で有効な手法が存在する。ヘリウムやその他の少数電子系についての「多体問題」はかなり正確に解くことができる。計算されたヘリウムの基底状態エネルギーを下の表に示す（実験値は−2.90338583(13) Hartree）。
| 年   | 文献                   | 手法                  | エネルギー（a.u.）                                            |
| ---- | ---------------------- | --------------------- | ------------------------------------------------------------- |
| 1929 | ヒレラース             | Hylleraas three terms | −2.902 43                                                     |
| 1957 | 木下                   | Kinoshita type        | −2.903 722 5                                                  |
| 1966 | Frankowski and Pekeris | Logarithm             | −2.903 724 377 032 6                                          |
| 1994 | Thakkar and Koga       | Half-integer          | −2.903 724 377 034 114 4                                      |
| 1998 | Goldman                | Polynomial            | −2.903 724 377 034 119 594                                    |
| 1999 | Drake                  | Double exponent       | −2.903 724 377 034 119 596                                    |
| 2002 | Sims and Hagstrom      | Hylleraas-CI          | −2.903 724 377 034 119 598 29 99                              |
| 2002 | Drake et al.           | Triple exponent       | −2.903 724 377 034 119 598 305                                |
| 2002 | Korobov                | Slater geminal        | −2.903 724 377 034 119 598 311 158 7                          |
| 2006 | Schwartz               | Logarithm (ln(s))     | −2.903 724 377 034 119 598 311 159 245 194 404 440 049 5      |
| 2007 | 中嶋、中辻             | ICI                   | −2.903 724 377 034 119 598 311 159 245 194 404 446 696 905 37 |

## 序論

1つの1s基底状態電子と1つの励起電子を持つパラヘリウムとオルソヘリウムの項図。

ヘリウム原子の量子力学的記述は特に興味深い。これは、最も単純な多電子系であり、量子もつれの概念を理解するために使うことができるためである。2つの電子と1つの核の3体系として考えて、重心運動を切り離した後のヘリウムのハミルトニアンは以下のように書くことができる。
{\displaystyle H({\vec {r}}_{1},\,{\vec {r}}_{2})=\sum _{i=1,2}{\Bigg (}-{\frac {\hbar ^{2}}{2\mu }}\nabla _{r_{i}}^{2}-{\frac {Ze^{2}}{4\pi \epsilon _{0}r_{i}}}{\Bigg )}-{\frac {\hbar ^{2}}{M}}\nabla _{r_{1}}\cdot \nabla _{r_{2}}+{\frac {e^{2}}{4\pi \epsilon _{0}r_{12}}}}
上式において、{\displaystyle \mu ={\frac {mM}{m+M}}}は核に対する電子の換算質量、{\displaystyle {\vec {r}}_{1}}および{\displaystyle {\vec {r}}_{2}}は電子–核距離ベクトル、{\displaystyle r_{12}=|{\vec {r_{1}}}-{\vec {r_{2}}}|}である。核電荷{\displaystyle Z}はヘリウムでは2である。無限に重い核 {\displaystyle M=\infty } の近似においては、 {\displaystyle \mu =m}となり、質量分極項{\textstyle {\frac {\hbar ^{2}}{M}}\nabla _{r_{1}}\cdot \nabla _{r_{2}}}は消える。原子単位系では、ハミルトニアンは以下のように単純化される。
{\displaystyle H({\vec {r}}_{1},\,{\vec {r}}_{2})=-{\frac {1}{2}}\nabla _{r_{1}}^{2}-{\frac {1}{2}}\nabla _{r_{2}}^{2}-{\frac {Z}{r_{1}}}-{\frac {Z}{r_{2}}}+{\frac {1}{r_{12}}}.}
これは通常の空間ではなく6次元の「配置空間」{\displaystyle ({\vec {r}}_{1},\,{\vec {r}}_{2})}の式であることに注意しなくてはいけない。この近似（パウリ近似）では、波動関数は4成分を持つ2次スピノル{\displaystyle \psi _{ij}({\vec {r}}_{1},\,{\vec {r}}_{2})}（添字{\displaystyle i,j=\,\uparrow ,\downarrow }は両方の電子のスピン射影（z方向で上向きまたは下向き）を記述する）である。通常の規格化条件{\displaystyle \sum _{ij}\int d{\vec {r}}_{1}d{\vec {r}}_{2}|\psi _{ij}|^{2}=1}に従わなければならない。この一般スピノルは2x2行列{\displaystyle {\boldsymbol {\psi }}={\begin{pmatrix}\psi _{\uparrow \uparrow }&\psi _{\uparrow \downarrow }\\\psi _{\downarrow \uparrow }&\psi _{\downarrow \downarrow }\end{pmatrix}}}として書くことができ、その結果としてスカラー関数係数{\displaystyle \phi _{i}^{k}({\vec {r}}_{1},\,{\vec {r}}_{2})}を持つ4つの（2x2行列のベクトル空間における）直交定数行列の任意の基底の線形結合{\displaystyle {\boldsymbol {\psi }}=\sum _{ik}\phi _{i}^{k}({\vec {r}}_{1},\,{\vec {r}}_{2}){\boldsymbol {\sigma }}_{k}^{i}}としても書くことができる。便利な基底は1つの反対称行列（全スピン{\displaystyle S=0}で一重項状態に対応する）
{\displaystyle {\boldsymbol {\sigma }}_{0}^{0}={\frac {1}{\sqrt {2}}}{\begin{pmatrix}0&1\\-1&0\end{pmatrix}}={\frac {1}{\sqrt {2}}}(\uparrow \downarrow -\downarrow \uparrow )}
と3つの対称行列（全スピン{\displaystyle S=1}で、三重項状態に対応する）
：{\displaystyle {\boldsymbol {\sigma }}_{0}^{1}={\frac {1}{\sqrt {2}}}{\begin{pmatrix}0&1\\1&0\end{pmatrix}}={\frac {1}{\sqrt {2}}}(\uparrow \downarrow +\downarrow \uparrow )\;;} {\displaystyle {\boldsymbol {\sigma }}_{1}^{1}={\begin{pmatrix}1&0\\0&0\end{pmatrix}}=\;\uparrow \uparrow \;;} {\displaystyle {\boldsymbol {\sigma }}_{-1}^{1}={\begin{pmatrix}0&0\\0&1\end{pmatrix}}=\;\downarrow \downarrow \;}
である。一重項状態は全ての回転下で不変（スカラー実体）であるのに対して、三重項状態は3つの成分
{\displaystyle \sigma _{x}={\frac {1}{\sqrt {2}}}{\begin{pmatrix}1&0\\0&-1\end{pmatrix}}}, {\displaystyle \sigma _{y}={\frac {i}{\sqrt {2}}}{\begin{pmatrix}1&0\\0&1\end{pmatrix}}} and {\displaystyle \sigma _{z}={\frac {1}{\sqrt {2}}}{\begin{pmatrix}0&1\\1&0\end{pmatrix}}}
を持つ3次元空間ベクトル{\displaystyle (\sigma _{x},\sigma _{y},\sigma _{z})}にマッピングすることができる。上記の（スカラー）ハミルトニアンにおける{\displaystyle {\boldsymbol {\psi }}}の4成分間の全てのスピン相互作用項は無視されるため（例えば、外部磁場、あるいは角運動量の合成のような相対論効果）、4つのシュレディンガー方程式は独立に解くことができる。ここで、スピンはパウリの排他原理を通してのみ作用する。パウリの排他原理は（電子のような）フェルミ粒子に対して「スピンおよび座標の同時交換の下で」反対称性を要請する。
{\displaystyle {\boldsymbol {\psi }}_{ij}({\vec {r}}_{1},\,{\vec {r}}_{2})=-{\boldsymbol {\psi }}_{ji}({\vec {r}}_{2},\,{\vec {r}}_{1})}.
パラヘリウムは「対称」関数{\displaystyle \phi _{0}({\vec {r}}_{1},\,{\vec {r}}_{2})=\phi _{0}({\vec {r}}_{2},\,{\vec {r}}_{1})}を持つ一重項状態{\displaystyle {\boldsymbol {\psi }}=\phi _{0}({\vec {r}}_{1},\,{\vec {r}}_{2}){\boldsymbol {\sigma }}_{0}^{0}}、オルソヘリウムは「反対称」関数{\displaystyle \phi _{1}({\vec {r}}_{1},\,{\vec {r}}_{2})=-\phi _{1}({\vec {r}}_{2},\,{\vec {r}}_{1})}を持つ三重項状態{\displaystyle {\boldsymbol {\psi }}_{m}=\phi _{1}({\vec {r}}_{1},\,{\vec {r}}_{2}){\boldsymbol {\sigma }}_{m}^{1},\;m=-1,0,1} である。電子-電子相互作用項が無視されれば、どちらの空間関数{\displaystyle \phi _{x},\;x=0,1}も2つの任意の（直交で規格化された）1電子固有関数{\displaystyle \varphi _{a},\varphi _{b}}の線形結合
{\displaystyle \phi _{x}={\frac {1}{\sqrt {2}}}(\varphi _{a}({\vec {r}}_{1})\varphi _{b}({\vec {r}}_{2})\pm \varphi _{a}({\vec {r}}_{2})\varphi _{b}({\vec {r}}_{1}))}
として、あるいは{\displaystyle \varphi _{a}=\varphi _{b}}（両方の電子が同じ量子数を持つ。パラヘリウムのみ）の特別な場合は
{\displaystyle \phi _{0}=\varphi _{a}({\vec {r}}_{1})\varphi _{a}({\vec {r}}_{2})}
として書くことができる。（{\displaystyle H}の固有値としての）全エネルギーは全ての場合で{\displaystyle E=E_{a}+E_{b}}である（対称性とは独立）。
これは、オルソヘリウムでの{\displaystyle 1^{3}S_{1}}状態（{\displaystyle \varphi _{a}=\varphi _{b}=\varphi _{1s}}）の欠如を説明し、その結果としてオルソヘリウムでは{\displaystyle 2^{3}S_{1}}（{\displaystyle \varphi _{a}=\varphi _{1s},\varphi _{b}=\varphi _{2s}}）が準安定基底状態である（主量子数{\displaystyle n}、全スピン{\displaystyle S}、角運動量量子数{\displaystyle L}、全角運動量{\displaystyle J=|L-S|\dots L+S}を持つ状態は{\displaystyle n^{2S+1}L_{J}}で示される）。
電子-電子相互作用項{\displaystyle {\frac {1}{r_{12}}}}が含められれば、シュレディンガー方程式は変数分離不可能である。しかしながら、上述の全ての状態は（{\displaystyle {\boldsymbol {\psi }}=\varphi _{1s}({\vec {r}}_{1})\varphi _{1s}({\vec {r}}_{2}){\boldsymbol {\sigma }}_{0}^{0}}を持つ{\displaystyle 1^{1}S_{0}}のように2つの同一量子数を持つものでさえも）1電子波動関数の積として書くことはできない。
{\displaystyle \psi _{ik}({\vec {r}}_{1},\,{\vec {r}}_{2})\neq \chi _{i}({\vec {r}}_{1})\xi _{k}({\vec {r}}_{2})}
波動関数はもつれている。粒子1が状態1にあり、もう1つが状態2にあると言うことはできず、他方に影響を及ぼすことなく一方の粒子を測定することはできない。
にもかかわらず、ヘリウムのかなり良い理論的記述をハートリー–フォック近似およびトーマス–フェルミ近似内で得ることができる。

## 摂動法
2つの電子を持つヘリウムに対するハミルトニアンは個々の電子に対するハミルトニアンの和として書くことができる。
{\displaystyle H=\sum _{i=1}^{2}h(i)=H_{0}+H^{\prime }}
上式において、0次の非摂動ハミルトニアンは
{\displaystyle H_{0}=-{\frac {1}{2}}\nabla _{r_{1}}^{2}-{\frac {1}{2}}\nabla _{r_{2}}^{2}-{\frac {Z}{r_{1}}}-{\frac {Z}{r_{2}}}}
であるのに対して、摂動項
{\displaystyle H'={\frac {1}{r_{12}}}}
は電子-電子相互作用である。H0は単に2つの水素様ハミルトニアンの和である。
{\displaystyle H_{0}={\hat {h}}_{1}+{\hat {h}}_{2}}
ここで、
{\displaystyle {\hat {h}}_{i}=-{\frac {1}{2}}\nabla _{r_{i}}^{2}-{\frac {Z}{r_{i}}},i=1,2}
である。水素様ハミルトニアンのエネルギー固有値Eniと対応する固有関数{\displaystyle \psi _{n_{i},l_{i},m_{i}}({\vec {r}}_{i})}は規格化されたエネルギー固有値と規格化された固有関数を示す。したがって、
{\displaystyle {\hat {h}}_{i}\psi _{n_{i},l_{i},m_{i}}({\vec {r_{i}}})=E_{n_{i}}\psi _{n_{i},l_{i},m_{i}}({\vec {r_{i}}})}
であり、ここで
{\displaystyle E_{n_{i}}=-{\frac {1}{2}}{\frac {Z^{2}}{n_{i}^{2}}}{\text{（原子単位系）}}}
である。

### 電子間反発を無視する
電子-電子反発項を無視すると、2電子波動関数の空間部分に対するシュレディンガー方程式は「0次」の方程式に帰着する。
{\displaystyle H_{0}\psi ^{(0)}({\vec {r}}_{1},{\vec {r}}_{2})=E^{(0)}\psi ^{(0)}({\vec {r}}_{1},{\vec {r}}_{2})}
この方程式は変数分離可能であり、固有関数は水素様波動関数の単一の積の形で書くことができる。
{\displaystyle \psi ^{(0)}({\vec {r}}_{1},{\vec {r}}_{2})=\psi _{n_{1},l_{1},m_{1}}({\vec {r}}_{1})\psi _{n_{2},l_{2},m_{2}}({\vec {r}}_{2})}
対応するエネルギーは（原子単位系、以後a.u. 、で）
{\displaystyle E_{n_{1},n_{2}}^{(0)}=E_{n_{1}}+E_{n_{2}}=-{\frac {Z^{2}}{2}}{\Bigg [}{\frac {1}{n_{1}^{2}}}+{\frac {1}{n_{2}^{2}}}{\Bigg ]}}
である。
波動関数は
{\displaystyle \psi ^{(0)}({\vec {r}}_{2},{\vec {r}}_{1})=\psi _{n_{2},l_{2},m_{2}}({\vec {r}}_{1})\psi _{n_{1},l_{1},m_{1}}({\vec {r}}_{2})}
であることに留意しなければならない。
電子のラベルの交換は同じエネルギー{\displaystyle E_{n_{1},n_{2}}^{(0)}}に対応する。電子のラベルの交換に関するこの特殊な場合の縮退は交換縮退と呼ばれる。2電子原子の厳密な空間波動関数は2つの電子の座標{\displaystyle {\vec {r}}_{1}}および{\displaystyle {\vec {r}}_{2}}の交換に関して対称または反対称のいずれかでなければならない。その結果、適切な波動関数は対称（+）および反対称（−）線形結合から構成されなければならない。
{\displaystyle \psi _{\pm }^{(0)}({\vec {r}}_{1},{\vec {r}}_{2})={\frac {1}{\sqrt {2}}}[\psi _{n_{1},l_{1},m_{1}}({\vec {r}}_{1})\psi _{n_{2},l_{2},m_{2}}({\vec {r}}_{2})\pm \psi _{n_{2},l_{2},m_{2}}({\vec {r}}_{1})\psi _{n_{1},l_{1},m_{1}}({\vec {r}}_{2})]}
これはスレイター行列式によってもたらされる。
係数{\displaystyle {\frac {1}{\sqrt {2}}}}は{\displaystyle \psi _{\pm }^{(0)}}を規格化する。この波動関数を1粒子波動関数の積に変えるために、これが基底状態にあるという事実を用いる。したがって、{\displaystyle n_{1}=n_{2}=1,\,l_{1}=l_{2}=0,\,m_{1}=m_{2}=0}である。そのため、{\displaystyle \psi _{-}^{(0)}} は消え、2つの電子が同じ状態にあることはできないというパウリの排他原理の最初の定式化に一致する。それ故に、ヘリウムに対する波動関数は以下のように書くことができる。
{\displaystyle \psi _{0}^{(0)}({\vec {r}}_{1},{\vec {r}}_{2})=\psi _{1}({\vec {r_{1}}})\psi _{1}({\vec {r_{2}}})={\frac {Z^{3}}{\pi }}e^{-Z(r_{1}+r_{2})}}
上式において、{\displaystyle \psi _{1}}および{\displaystyle \psi _{2}} は水素ハミルトニアンに対する波動関数を使用している。ヘリウムに対しては
{\displaystyle E_{0}^{(0)}=E_{n_{1}=1,\,n_{2}=1}^{(0)}=-Z^{2}{\text{ a.u.}}}
からZ = 2である。E{\displaystyle _{0}^{(0)}} = −4 a.u. であり、これは約−108.8 eV、イオン化ポテンシャルV{\displaystyle _{P}^{(0)}} = 2 a.u. (≅54.4 eV) に相当する。実験値はE{\displaystyle _{0}} = −2.90 a.u. (≅ −79.0 eV) およびV{\displaystyle _{p}} = 0.90 a.u. (≅ 24.6 eV) である。
得られたエネルギーは低すぎる。これは、エネルギーレベルを上昇させる効果がある電子間の反発項が無視されたためである。Zが大きくなる程、電子-電子反発項はより小さくなり、このアプローチはより良い結果を与える。

### 電子間反発の考慮
ここまで、電子-電子反発項を完全に無視する非常に雑な独立粒子近似を使用してきた。以下に示すハミルトニアンの分割が結果を改善する。
{\displaystyle H={\bar {H_{0}}}+{\bar {H'}}}
ここで、
{\displaystyle {\bar {H_{0}}}=-{\frac {1}{2}}\nabla _{r_{1}}^{2}+V(r_{1})-{\frac {1}{2}}\nabla _{r_{2}}^{2}+V(r_{2})}
そして
{\displaystyle {\bar {H'}}={\frac {1}{r_{12}}}-{\frac {Z}{r_{1}}}-V(r_{1})-{\frac {Z}{r_{2}}}-V(r_{2})}
である。V(r) は摂動{\displaystyle {\bar {H'}}}の効果が小さくなるように選ばれる中心ポテンシャルである。他方の電子の運動に対する個々の電子の正味の効果は、核の電荷をいくらか遮蔽することであり、そのためV(r) に対する単純な推測は
{\displaystyle V(r)=-{\frac {Z-S}{r}}=-{\frac {Z_{e}}{r}}}
となる。Sは遮蔽定数であり、量Zeは有効電荷である。ポテンシャルはクーロン相互作用であるため、対応する個別の電子のエネルギーは（原子単位系で）
{\displaystyle E_{0}=-(Z-S)^{2}=-Z_{e}^{2}}
によって与えられ、対応する波動関数は
{\displaystyle \psi _{0}(r_{1}\,r_{2})={\frac {Z_{e}^{3}}{\pi }}e^{-Z_{e}(r_{1}+r_{2})}}
によって与えらえる。もしZeが1.70だったならば、基底状態エネルギーについての上の式はヘリウムの基底状態エネルギーの実験値E0 = −2.903 a.u. となる。この場合Z = 2であるため、遮蔽定数はS = 0.30である。ヘリウムの基底状態の平均遮蔽近似について、それぞれの電子の他方の電子に対する遮蔽効果は電子電荷のおよそ{\displaystyle {\frac {1}{3}}}と等しい。

#### 一次摂動と変分法
上記の例では、既に分かっている実験値に合うように遮蔽定数を求めた。ここでは、変分法を用いて非経験的にエネルギーを求める。
波動関数中の核電荷Zを変数と見なすと試行波動関数は
{\displaystyle \psi _{0}^{(0)}={\frac {\zeta ^{3}}{\pi }}e^{-\zeta (r_{1})}\cdot e^{-\zeta (r_{2})}}
である。非摂動ハミルトニアン{\displaystyle H_{0}}に対する期待値（電子間反発を無視したエネルギー）は
{\displaystyle {\frac {\int \psi _{0}^{(0)*}H_{0}\psi _{0}^{(0)}d\tau }{\int \psi _{0}^{(0)*}\psi _{0}^{(0)}d\tau }}=\zeta ^{2}-2Z\zeta }
摂動ハミルトニアン{\displaystyle H'={\frac {1}{r_{12}}}}に対する一次の摂動エネルギー期待値（電子間反発）は
{\displaystyle {\frac {\int \psi _{0}^{(0)*}H'\psi _{0}^{(0)}d\tau }{\int \psi _{0}^{(0)*}\psi _{0}^{(0)}d\tau }}={\frac {5}{8}}\zeta }
であり、全エネルギーの期待値は
{\displaystyle E(\zeta )=\zeta ^{2}-2Z\zeta +{\frac {5}{8}}\zeta }
となる。これを、{\displaystyle \zeta }について微分すると、{\displaystyle \zeta }の最良値{\displaystyle \zeta _{0}={\frac {27}{16}}=1.6875}が得られる。ヘリウムではZ = 2であるため、全エネルギー期待値は
{\displaystyle E=-2.84765}（a.u.）
である。

## ハートリー–フォック法
ハートリー–フォック法は様々な原子系に対して使われる。ハートリー–フォック理論では、電子は核とその他の電子によって作られるポテンシャル内を運動していると仮定される（平均場近似）。ハミルトニアン中に電子密度（波動関数の二乗）が導入されるため、自己無撞着的に計算しなければならない。
ハートリー–フォック法で求めた厳密なハートリー–フォックエネルギーは
{\displaystyle E_{\mathrm {HF} }=-2.86168}（a.u.）
である。
電子相関エネルギーはハートリー–フォックエネルギーと正確なエネルギーとの差として定義される。

## イオン化エネルギーの実験値
ヘリウムの第1イオン化エネルギーの実験値は−24.587387936(25) eVである。ヘリウムの第2イオン化エネルギーの理論値は−54.41776311(2) eVである。ヘリウム原子の全基底状態エネルギーは−79.005151042(40) eV、ハートリー原子単位系で−2.90338583(13) Hartree、リュードベリ原子単位系で−5.80677166 (26) Ryである。